# Cupiennius bimaculatus
Cupiennius bimaculatus är en spindelart som först beskrevs av Władysław Taczanowski 1874.  Cupiennius bimaculatus ingår i släktet Cupiennius och familjen Ctenidae. Inga underarter finns listade i Catalogue of Life.